# Episodi di Rosy Abate - La serie (seconda stagione)
La  seconda stagione della serie televisiva Rosy Abate - La serie, composta da 5 episodi, viene trasmessa in prima visione assoluta in Italia da Canale 5 dal 18 settembre all'11 ottobre 2019.
Cast: Giulia Michelini, Mario Sgueglia, Paola Michelini, Bruno Torrisi, Vittorio Magazzù, Davide Devenuto, Maria Vera Ratti, Daniela Virgilio, Gianluca Di Gennaro, Vincenzo De Michele, Giovanni Amura , Francesco Pellegrino. 
Sono presenti come guest-star: Claudio Gioè, nel ruolo di Ivan Di Meo (nei ricordi di Rosy e in alcuni sogni) e Giordano De Plano, nel ruolo di Sandro Pietrangeli.
| nº | Titolo                          | Prima TV Italia   |
| -- | ------------------------------- | ----------------- |
| 1  | Io sono Leonardo Abate          | 18 settembre 2019 |
| 2  | Una diabolica partita a scacchi | 20 settembre 2019 |
| 3  | Questione di famiglia           | 27 settembre 2019 |
| 4  | Salvare Leonardo ad ogni costo  | 4 ottobre 2019    |
| 5  | Conto alla rovescia             | 11 ottobre 2019   |

## Io sono Leonardo Abate
- Diretto da: Giacomo Martelli
- Scritto da: Pietro Valsecchi e Mizio Curcio

### Trama
Dopo 6 anni Rosy Abate è uscita dal carcere per buona condotta con il concesso del tribunale l'affidamento di Leonardo, che ora si trova a Napoli lavorando come meccanico e cameriere. Regina tenta comunque di insinuare in Rosy il dubbio che Leonardo non sia suo figlio. Leonardo, coinvolto in una rissa per difendere una ragazza, Nina Costello, figlia di un boss camorrista, da un tentativo di violenza, viene fermato dalla polizia e poi rilasciato grazie all'intervento di Luca. I guai di Leonardo non sono finiti: minacciato da uno spacciatore, detto Mastino, con cui ha un debito di 20.000 €, si rivolge a Costello per avere un prestito con cui saldare la pendenza. Costello poi fa uccidere sia Mastino che Nadia Aversa, la compagna di Luca, facendo ricadere su Leonardo la colpa dell'uccisione della donna. Rosy quindi fa fuggire il figlio, ormai divenuto un criminale, per proteggerlo dall'arresto.
- Ascolti Italia: telespettatori 3.544.000 – share 17,2%[1]

## Una diabolica partita a scacchi
- Diretto da: Giacomo Martelli
- Scritto da: Pietro Valsecchi e Mizio Curcio

### Trama
Luca, ormai convinto che Leonardo sia colpevole dell'omicidio di Nadia, affronta Rosy, che tenta di difendere il figlio adducendo la mancanza di prove. Regina consiglia a Rosy di assumersi la responsabilità dell'omicidio al posto del figlio e di costituirsi ma Costello fa intervenire il suo avvocato che con un cavillo annulla l'arresto di Rosy proprio mentre questa sta per fare la sua deposizione alla polizia. Tessendo una lunga e paziente trama, Costello alla fine porta Rosy a entrare a far parte della sua famiglia in cambio della promessa da parte di Leonardo di smettere di drogarsi. Antonio confida a Rosy il suo progetto di uscire dalla Santa Alleanza per gestire in modo autonomo e meno violento i suoi traffici, ottenendo l'appoggio della donna. In realtà Rosy cerca di trovare un modo per incastrare il boss e organizza una trappola per farlo arrestare ma una telefonata anonima fa fallire il blitz. Rosy quindi tenta di convincere il figlio a partire con lei per la Turchia e iniziare così una nuova vita, ma Leonardo rifiuta rinfacciandole di aver tradito Costello, a cui ormai è fedele. Si scopre che l'autore della telefonata anonima che ha salvato Costello è il commissario Gagliardi, il capo di Luca, che inoltre rivela a Costello il doppio gioco di Rosy e si impegna a eliminare sia lei che Luca.
- Ascolti Italia: telespettatori 3.138.000 – share 15,7%[2]

## Questione di famiglia
- Diretto da: Giacomo Martelli
- Scritto da: Pietro Valsecchi e Mizio Curcio

### Trama
Luca riesce a mettere in fuga un sicario inviato da Costello a uccidere Rosy. In uno scontro a fuoco tra gli uomini di Costello e quelli del Barone perde la vita Ciro Gargiulo, amico di Leonardo. Durante un colloquio in questura, Bonaccorso colpisce con un pugno Costello fornendo così a Gagliardi il pretesto per sollevarlo dalle indagini. Rosy tenta inutilmente di convincere Costello a lasciare Leonardo libero di fare la propria vita e decide così di entrare nella Santa Alleanza per vendicarsi. Durante la festa del diciottesimo compleanno di Nina, Rosy tenta di uccidere Costello che però la anticipa, ferendola molto gravemente e perde tanto sangue e le fa male. Rosy scappa e Leonardo, per proteggerla, la nasconde e racconta che si è suicidata gettandosi in mare. Intanto gli uomini di Costello eliminano tutti i membri della Santa Alleanza; solo il Barone riesce a salvarsi mettendosi in fuga. Luca viene a scoprire che Leonardo è figlio del poliziotto Ivan Di Meo. Dopo aver scoperto che Rosy è ancora viva, Costello intima a Leonardo di uccidere la madre in presenza dei suoi uomini ma Leonardo riesce a farla fuggire facendole da scudo. Leonardo dice la verità a sua madre e cioè che non è stato lui a uccidere Nadia. Proprio quando tutto sembra essere ritornato a posto, Costello fa arrestare Leonardo dagli uomini di Gagliardi. Intanto, dalle registrazioni video incise su un nastro, si scopre la verità sull'omicidio di Nadia: è stato Costello in persona a premere il grilletto uccidendola.
- Ascolti Italia: telespettatori 3.437.000 – share 16,9%[3]

## Salvare Leonardo ad ogni costo
- Diretto da: Giacomo Martelli
- Scritto da: Pietro Valsecchi e Mizio Curcio

### Trama
A Rosy Abate la mia preferita le farà ancora malissimo dove le hanno sparato ed é sofferente molto.      L’intervento delle autorità, con il conseguente arresto di Leo, getta sia Rosy che Regina nella più completa disperazione. Il giovane viene portato nel carcere di Nisida, diventando compagno di cella di alcuni ragazzi “pedine” di Antonio Costello. Per intercessione del questore Licata, viene ordinato che Leonardo venga trasferito in un carcere più sicuro ma, su ordine di Costello, Leonardo viene malmenato,  riuscendo a cavarsela con delle costole rotte e qualche contusione.
Così il timore di Rosy che la prigione possa diventare la tomba di Leonardo cresce sempre più: l’ex Regina di Palermo convince sia Regina che Luca a collaborare per salvare il ragazzo facendolo evadere. Luca accetta di costituire insieme a loro un’inedita squadra d’azione, ormai sicuro dell’innocenza di Leo nell’omicidio di Nadia. Andato a buon fine il piano, Rosy, Leo e Regina sono pronti per lasciare l’Italia e ricominciare una nuova vita; infatti, grazie all’aiuto di Luca (che intanto deve fare i conti con i colleghi, tutti corrotti da Costello), riescono ad ottenere dei passaporti. Leonardo però, superata una terribile crisi d’astinenza da eroina, non intende partire senza dire addio a Nina: così supplica Regina di recarsi da lei e di salutarla da parte sua. Dopo un’iniziale ritrosia, la notte prima della partenza, la Mainetti si reca da Nina, la quale rivela di possedere le prove dell’innocenza di Leonardo: ritornati da Rosy e Leo, la ragazza rivela di aver scoperto, spiando una discussione del padre, che Diego ha il video delle telecamere di sorveglianza del capannone dove è stata assassinata (da Costello e non da Leonardo) l’ispettrice Nadia Aversa. Improvvisamente irrompono Maometto e altri uomini di Costello che avevano pedinato Nina: scoppia così un terribile scontro a fuoco in cui perdono la vita Regina e Maometto, sparatisi a vicenda.
Rosy, Luca e Leo si mettono alla ricerca di Diego, ma arrivano troppo tardi: il ragazzo ha già trattato con Costello che lo ha fatto assassinare. In punto di morte rivela a Leonardo che adesso Antonio possiede il video.
- Ascolti Italia: telespettatori 3.665.000 – share 17,4%[4]

## Conto alla rovescia
- Diretto da: Giacomo Martelli
- Scritto da: Pietro Valsecchi e Mizio Curcio

### Trama
Nina Costello, negli spogliatoi della scuola di danza, viene inaspettatamente intercettata da Rosy che la minaccia con un coltello ordinandole di seguirla. Nina, infatti, è la sua garanzia per ottenere da Costello il video che scagiona Leonardo. Per questo motivo, quando il boss si mette in contatto con sua figlia, la Regina di Palermo avanza delle richieste ben precise: vuole che Costello pubblichi il filmato, altrimenti sua figlia morirà. Intanto i poliziotti corrotti da Costello cercano di allontanare Licata dalle indagini sulla scomparsa di Nina. Il Questore si reca così dal boss, il quale, confutando la testimonianza di una compagna di danza, nega che sua figlia sia stata rapita. Allo stesso tempo, però, mette una taglia sulla testa di Rosy: vuole che Nina venga recuperata e la Regina di Palermo uccisa. Tagliato fuori dalle indagini di sua madre, Leo sorprende Licata nella sua auto: vuole sapere cosa sta succedendo e perché Rosy è introvabile. Scopre così che Nina probabilmente è stata rapita proprio da Rosy. Ma qual è il vero piano di sua madre? La sua fidanzata, intanto, nel nascondiglio nel quale è stata rinchiusa, spiega a Rosy di sentirsi poco bene e che i sintomi sembrano essere proprio quelli di una gravidanza. Rosy corre quindi ad acquistare un test di gravidanza ma viene intercettata da Barone, che la salva da un sicario del boss. Contestualmente, anche Costello scopre, dal medico che ha curato sua figlia, che Nina è incinta. Leo e Luca, in crescente apprensione per Rosy, danno il via alle loro indagini parallele. Bonaccorso scopre da Gabriele, il suo collega corrotto, le dinamiche della morte della moglie di Costello: è morta in un incidente in mare avvenuto quando la donna, dopo aver scoperto la verità sui traffici di suo marito, si è rivolta alla polizia, in particolare a Gagliardi: complice un colpo di vento, la donna cadde in acqua e Antonio non fece nulla per salvarla. A questo punto Rosy e Costello si incontrano al molo per lo scambio: Nina in cambio del caricamento del filmato. Tuttavia, nonostante Nina sia nel mirino dell'ex Regina di Palermo, il boss decide di lanciare il telefonino in mare, distruggendo il filmato che scagiona Leo. Rosy perde così la possibilità di salvare suo figlio mentre Costello fugge tuffandosi in mare. Poco distanti dalla scena si trovano Leo e Luca: il primo raggiunge la sua fidanzata, il secondo, invece, viene colto di soppiatto da Costello che lo infilza alla gamba. Tra i due nasce un sanguinoso confronto, nel quale Bonaccorso ha inizialmente la meglio; tuttavia, pur di salvare Gabriele, minacciato a morte da una donna di Costello, Luca è costretto a lasciare andare il boss. Ora, Luca, Leo, Nina e Rosy si danno alla fuga in auto ma durante la guida la Abate si rende conto che Luca è stato ferito gravemente alla gamba. Fermatisi in un rifugio, Luca muore a causa della ferita alla gamba, tra le braccia di Rosy. Leonardo è disperato, non riesce ad accettare la sua morte, ma non sa che le ultime parole che Bonaccorso ha detto a Rosy prima di morire sono: «di a Leonardo chi è suo padre». Leo minaccia spietata vendetta contro Costello e vuole dire a Nina che ad uccidere sua madre è stato proprio suo padre. Rosy capisce quindi che è arrivato il momento di dirgli tutta la verità, spiegandogli ogni dettaglio sulla sua relazione con il suo vero padre, Ivan di Meo, e di come l'abbia ucciso crudelmente e senza pietà. Intanto, nel suo castello sulle colline di Napoli, Costello giustizia Gabriele lasciando di stucco Gagliardi mentre Nina svela a Leonardo di essere incinta. Il ragazzo era sul punto di rivelarle la vera causa della morte di sua madre ma la notizia della gravidanza lo coglie di sorpresa, lasciano spazio alla gioia.
Dopo aver eluso le insidie di due agenti corrotti, tra Leo e Rosy arriva un nuovo confronto, nel quale la Regina di Palermo spiega a suo figlio i motivi per i quali si è convinta a rivelargli tutta la verità sul suo vero padre. Tra i due, a questo punto, ritorna il sereno. Leo, intanto, spera di poter avere un confronto finale con Costello per evitare di dover fuggire tutta la vita. E stavolta, spiega il figlio di Rosy, non ci sarà spargimento di sangue. Sostenuto dalla madre, accendono il cellulare di Nina, così da farsi rintracciare da Costello. Quest’ultimo raggiunge il motel dove alloggiano Rosy, Leonardo e Nina, accompagnato dai poliziotti corrotti. Nella colluttazione, Leo ha la meglio su Gagliardi, mentre la Abate riesce a bloccare la sua collega: non resta che attendere che Costello si faccia avanti. Leo lascia l’albergo munito di una spranga per cercarlo ma viene intercettato dal boss, che gli punta una pistola al volto minacciando sua madre. Costello vuole Nina, Rosy vuole che suo figlio viva. Per salvarlo, la Regina di Palermo propone un patto: Leo deve uccidere sua madre. Esortato da Rosy, il ragazzo spara tre colpi di pistola al suo indirizzo lasciandola esanime a terra, poi dà il via al suo confronto con il boss, che tuttavia spera ancora di ucciderlo. A salvarlo, però, è proprio Rosy, che, munita di giubbotto antiproiettile, si rialza e spara senza esitazione Costello alle gambe. Era tutta una messinscena ordita sin dall’inizio da madre e figlio: Rosy è viva e Leo ha registrato col cellulare la confessione in cui Costello, sul punto di ucciderlo, parla degli altri suoi omicidi. Rosy, però, incalzata dal fantasma di Ivan Di Meo, vorrebbe portare a termine ciò che ha iniziato e porre fine alla vita dell’uomo. A farla desistere, però, è proprio Leonardo che le promette che da questo momento in poi saranno insieme per sempre e che adesso può dire addio alla Regina di Palermo. La confessione di Costello finisce nelle mani di Licata che dispone l'arresto degli agenti corrotti. È il lieto fine che la Abate aspettava da tempo, anche se Licata, sulla sua situazione delicata, non può ancora prometterle nulla. 
Passano otto mesi. Leonardo sposa la sua Nina in una piccola cerimonia, al cospetto di sua madre e pochi invitati. Sta per diventare padre ed è l'uomo più felice del mondo. A sorprendere Rosy, però, è ancora una volta Licata, che assieme a Sandro Pietrangeli, storico volto della Squadra Antimafia DUOMO, comunica che la domanda che suo figlio ha presentato a sua insaputa per accedere nella Polizia di Stato è stata accettata: Leonardo seguirà infatti le orme di suo padre e Luca. In carcere, intanto, Costello medita insieme al suo avvocato un'atroce vendetta contro Rosy Abate e Leonardo; per farlo, riflette su un’unica possibilità: collaborare con la giustizia, in modo da lasciare il carcere nel più breve tempo possibile e farla pagare agli Abate.
- Ascolti Italia: dtelespettatori 3.757.000 - share 18,5%[5]